# Quốc kỳ Latvia
Quốc kỳ Latvia (tiếng Latvia: Latvijas karogs) là một lá cờ có tỉ lệ 1:2. Lá cờ này gồm có hai màu là màu hạt dẻ và màu trắng, được phân thành ba dải màu nằm ngang từ trên xuống dưới: dải thứ nhất màu hạt dẻ chiếm 2/5 chiều rộng lá cờ, dải thứ hai màu trắng chiếm 1/5 chiều rộng lá cờ và dải thứ ba cũng màu hạt dẻ và rộng 2/5 bề rộng lá cờ, giống như dải thứ nhất. Màu hạt dẻ trên lá cờ Latvia đôi khi cũng được gọi là màu đỏ Latvia.

## Lịch sử
Theo cuốn sách Livländische Reimchronik, trong một trận chiến vào năm 1280, một bộ lạc Latvia cổ đã mang theo lá cờ này khi chiến đấu. Truyền thuyết kể rằng khi một vị thủ lĩnh của bộ lạc Latvia bị tử thương, ông đã được bọc trong một tấm khăn màu trắng. Phần khăn mà ông nằm lên giữ nguyên màu trắng nhưng hai bên khăn đã bị dính màu của ông. Tấm khăn dính máu đó đã được sử dụng làm lá cờ trong trận chiến tiếp theo và người Latvia đã chiến thắng. Dựa trên những ghi chép lịch sử sau này, lá cờ Latvia đã được thiết kế phỏng theo vào năm 1917 và được quốc hội nước Cộng hòa Latvia thông qua vào ngày 15 tháng 6 năm 1921. Lá cờ này tiếp tục được sử dụng cho đến khi Liên Xô xâm chiếm Latvia vào năm 1940.
Thời kỳ xã hội chủ nghĩa, Latvia sử dụng một lá cờ khác theo kiểu Xô Viết. Và đến ngày 27 tháng 2 năm 1990, Latvia lại quay trở lại sử dụng lá cờ truyền thống của mình cho đến ngày nay.

### Thư viện

Liên hiệp công quốc Baltic(1918)
Đệ nhất Cộng hòa Latvia(1918-1940)
Cộng hòa Xã hội chủ nghĩa Xô viết Latvia(1940-1953)
Cộng hòa Xã hội chủ nghĩa Xô viết Latvia(1953-1990)
Đệ nhị Cộng hòa Latvia(1990-)

## Liên bang Ngthêm
- Quốc huy Latvia